# Бжостувка
Бжостувка (пол. Brzostówka) — село в Польщі, у гміні Серники Любартівського повіту Люблінського воєводства.
Населення — 770 осіб (2011).

## Демографія
Демографічна структура станом на 31 березня 2011 року:
|          | Загалом | Допрацездатний вік | Працездатний вік | Постпрацездатний вік |
| -------- | ------- | ------------------ | ---------------- | -------------------- |
| Чоловіки | 378     | 77                 | 260              | 41                   |
| Жінки    | 392     | 85                 | 202              | 105                  |
| Разом    | 770     | 162                | 462              | 146                  |